# Майзель, Стивен
Стивен Майзель (англ. Steven Meisel; род. 5 июня 1954 года) — американский фотограф еврейского происхождения, получивший популярность и признание критиков благодаря своей работе в американском и итальянском Vogue и фотографиям Мадонны в её книге «Секс» 1992 года. В настоящее время он считается одним из самых успешных модных фотографов в отрасли, регулярно снимает как для американского и итальянского Vogue, так и для W (также публикуется Condé Nast) и британского Vogue .

## Ранний период жизни
Майзель учился в Высшей школе искусств и дизайна и Новой школе дизайна Парсонса, где он посещал различные курсы, но, как было подтверждено в интервью с Ингрид Сисхи для Vogue France, в итоге получил магистерскую степень по модной иллюстрации.

## Карьера
В самом начале своей карьеры Майзель работал в качестве иллюстратора для дизайнера одежды Хэлстона . Он также преподавал основы иллюстрации, работая неполный день в Парсонс. Майзель никогда не думал о работе фотографа. Между тем, он восхищался такими фотографами, как Джерри Шатцберг, Ирвинг Пенн, Ричард Аведон и Берт Стерн. Однако, вскоре он понял, что иллюстрация уходит в прошлое, тогда как фотография, напротив, набирает обороты. Позже, работая иллюстратором в Women Wear Daily, он отправился в Elite Model Management, в котором работал букер, Оскар Рейес, ему нравились иллюстрации Майзеля и он позволил ему сделать снимки некоторых моделей. Он фотографировал их в своей квартире в Gramercy Park или на улице: в будние дни он работал в Women Wear Daily, а в выходные — с моделями. Одной из них была Фиби Кейтс. Некоторые из этих моделей ходили на кастинги для журнала "Seventeen ", чтобы показать свои портфолио, в которых присутствовали фотографии Майзеля. Его снимки так понравились редакции журнала, что впоследствии они позвонили ему и пригласили поработать с ними.
В настоящее время Майзель работает во многих модных журналах, в частности, в Interview и с американским и итальянским Vogue.
Майзель предоставил фотографии для обложек нескольких популярных альбомов и синглов, включая два альбома, сертифицированных «RIAA Diamond», альбом Мадонны 1984 года «Like a Virgin» и альбом Daydream Мэрайи Кэри 1995 года. Его работы также можно увидеть на обложке сингла Мадонны «Bad Girl» (ню), диска для британского сингла Мадонны «Fever» (частичная ню) и сингла Мэрайи Кэри «Fantasy» (просто иной вариант фотографии на обложке альбома Daydream).

### Модные кампании
Среди прочего, Майзель снимал рекламные компании для таких брендов, как Versace, Valentino, Dolce & Gabbana, Louis Vuitton, Balenciaga и Calvin Klein. Майзель также снимает кампании Prada каждый сезон с 2004 года. В апреле 2008 года он сфотографировал свою подругу Мадонну для Vanity Fair, а позже в том же году он снял её для весенней кампании 2009 года бренда Louis Vuitton .
Он является близким другом дизайнера Анны Суи, для которой также снял несколько рекламных кампаний, несмотря на то, что Суи редко использует промо-снимки для продвижения своей одежды.

### Влияние
Как одному из самых влиятельных фотографов в индустрии моды, Майзелю приписывают «открытие» или продвижение карьеры многих успешных моделей, в том числе Линды Евангелисты, Гвиневры Ван Сиенус, Карен Элсон, Меган Коллисон, Эмбер Валлетта, Кристен МакМенами, Стеллы Теннант Ракель Циммерман, Саши Пивоваровой, Наоми Кэмпбелл, Кристи Тарлингтон, Айрис Струбеггер, Линдси Уиксон, Лары Стоун, Коко Роша, Натальи Водяновой, Ванессы Аксенте и Элиз Кромбез, Влияние и обучение Майзеля, похоже, распространяются и на прошлые модели. Он использовал свое влияние среди модной элиты, чтобы создать выпуск Vogue, в котором были бы показаны только темнокожие модели. Он также помог добиться успеха молодому дизайнеру, Россу Ван Дер Хайде, показав его работы Анне Суи.
Майзель помог карьерам людей, которых он регулярно занимал на своих съёмках Vogue; парикмахеры Джимми Пол, Орибе Каналес, Гаррен, Орландо Пита и Гвидо Палау, а также визажисты Франсуа Нарс, Лора Мерсье, Пэт МакГрат и покойный Кевин Акойн обязаны своим успехом именно ему.

### Анна и Франка
Майзель являлся протеже Франки Соззани и Анны Винтур, главных редакторов итальянского и американского Vogue. В первом случае он фотографировал обложку каждого номера (до её смерти в декабре 2016 года), что было очень удивительным явлением в постоянно меняющейся индустрии моды.
Майзель часто создавал противоречивое оформление, сопоставляя моду, политику и социальные стандарты. Например, в сентябрьском выпуске Vogue Italia за 2006 год Майзель играл с концепцией ограниченных свобод в США после 11 сентября, он фотографировал моделей, изображающих террористов и полицейских. Это вызвало ажиотаж в прессе, так как модели были представлены в жестоких сценах, в которых они выглядели жертвами. Это также вызвало негативную реакцию со стороны феминисток, которые считали, что роль женщин подрывается мужчинами. В июльском выпуске Vogue Italia за 2008 год были представлены только темнокожие модели, которых сфотографировал Майзель. Это было ответом на критику в отношении расизма в индустрии моды, данный номер стал самым продаваемым в истории журнала. Когда Майзелю задали вопрос по поводу этого номера, он ответил: «Я считаю, что мода является расистской. С помощью снимков можно выражать свое мнение. После просмотра последних показов, я понял, что мои старания не увенчались успехом. Моя работа получила большую огласку и нашла отклик у читателей, мне стало интересно повлияет ли моя точка зрения на Нью-Йорк, Лондон, Париж или Милан, но этого не произошло. В их показах участвовала только одна темнокожая девушка, максимум две. Так было и ранее, меня это расстраивает».
Агентство Artist Rep Art + Commerce представляет Стивена Майзеля для лицензирования изображений и рекламы.

### Частная жизнь
Майзель известен тем, что редко дает интервью или фотографируется. Однако однажды он дал интервью Ингрид Сиши для Vogue Paris. В следующем году Майзель согласился дать интервью для журнала «032c» Пьера-Александра де Лооса. Статья Де Лооса «Кто такой Стивен Майзель?» сопровождалась ретроспективой на 14 страницах, на которых были опубликованы обложки журналов, сделанные Майзелем для Vogue Italia на протяжении 20 лет.

## Альбом
Майзель также является одним из немногих известных фотографов, у которого нет книги, посвященной исключительно его работе. Книга, в которой собраны некоторые из его фотографий под названием «Стивен Майзель» была опубликована немецкой компанией TeNeues Buchverlag в 2003 году и полностью распродана.

## Ссылка
- Портфолио в Агентстве Art + Commerce